# His People
His People is een Amerikaanse dramafilm geregisseerd door Edward Sloman uit 1925. Een kopie van de film wordt bewaard in de Library of Congress in Washington D.C.

## Plot
De twee zonen van een arme Russisch-Joodse marktkarrenverkoper aan de Lower East Side van New York bezorgen hun vader verdriet. Terwijl Morris en Sammy afwijken van de tradities die door hun ouders worden gekoesterd, leert elke generatie verandering te accepteren om de familie te behouden als een bron van liefde en respect.